# Archivo General Militar de Segovia
El Archivo General Militar de Segovia es el archivo histórico nacional más antiguo de las Fuerzas Armadas de España y está gestionado por el Ministerio de Defensa de España por lo que es de titularidad estatal. Fue declarado Archivo Nacional en 1998. En el se custodian unos 75.000 legajos que ocupan casi 16.000 metros lineales de estanterías. Está integrado dentro del «Subsistema de Archivos del Ejército de Tierra», el cual, a su vez, depende del «Instituto de Historia y Cultura Militar», está regulado mediante el Real Decreto 2598/1998, del 4 de diciembre, por el que se aprobó el Reglamento de Archivos Militares .

## Historia
Fue creado en 1898 por la reina María Cristina de Habsburgo-Lorena, mediante un decreto de 22 de junio, que dice:

«Se crea un Archivo General Militar, donde se refundirán los archivos dependientes del Ministerio de la Guerra que actualmente existen en Alcalá de Henares, Aranjuez, Guadalajara y Segovia (correspondientes a las Inspecciones de las Armas de Infantería, Caballería, Artillería e Ingenieros) y en el cual se custodiarán, además de todos los expedientes que hay, los documentos que merezcan conservarse y no sean de frecuente uso y consulta en los diferentes archivos de la Administración Central del ramo de Guerra y en los de las diferentes Capitanías Generales, Comandancias Generales exentas y Gobiernos Militares».

Entre 1898 y 1899 se incluyeron los archivos de la Capitanía General de Cuba, de la Capitanía General de Puerto Rico y el de la Capitanía General de Filipinas.

## Descripción de los fondos
Para modernizar y unificar criterios con sentido más moderno de los temas a archivar se modificaron los capítulos en los que estaba dividido el archivo original y en la actualidad tiene las siguientes secciones de fondos:

### Asuntos de Guerra (1700-1936)
Tiene un total de 3 769 legajos que se referían a las competencias que tenía la «Secretaría de Estado y Despacho de Guerra» que posteriormente pasó a ser un Ministerio. Los expedientes que tramitaba eran los relativos a fronteras y embajadas, academias y centros de enseñanza, armamento, contabilidad, hospitales, recompensas, organización de regimientos, uniformes, etc.

### Material de Guerra (1700-1950)
La sección de «Material de Guerra» tiene 1 365 legajos con datos y expedientes de construcción y realización de obras en cuarteles, fortificaciones ferrocarriles y vías de comunicación, material sanitario, vehículos, etc.

### Expedientes personales (1750-1990)
Es un apartado importante ya que tiene los expedientes personales  agrupados en más de 58 000 unidades de instalación y es donde se custodian los expedientes de los profesionales del  Ejército de Tierra y tropa anteriores al siglo XX, además de los del personal de  milicias universitarias.

### Consejo supremo de guerra y marina y fondos judiciales (Siglos XVI al XX)
En este organismo se tramitaban diferentes expedientes administrativos tales como: pensiones, retiros, licencias de matrimonio así como las causas judiciales de personal militar y del civil que estuviese bajo la jurisdicción militar. También se tramitaban los asuntos relativos a testamentarías.

### Circulares
Este apartado es una colección de  reales cédulas,  pragmáticas, circulares, sanciones, decretos, discursos, reglamentos,  bandos,  declaraciones de guerra,  tratados de paz, extradiciones así como las disposiciones jurídicas, administrativas, económicas, políticas, militares, etc.